# Río Cubillas
El río Cubillas, también llamado río Deifontes y río Iznalloz en diferentes tramos, es un río del sur de la península ibérica que transcurre íntegramente por la provincia de Granada, en España. 

## Curso
Nace en las inmediaciones de Domingo Pérez de Granada y, tras bordear Sierra Elvira, desemboca en el río Genil en el término municipal de Fuente Vaqueros, próximo al núcleo de Láchar. Surca la zona central de la Vega de Granada y representa el más importante afluente del Genil, al recolectar aguas de las sierras subbéticas al este de Parapanda, gracias a sus afluentes (río Colomera, río Frailes, río Velillos, etc.).
En su curso se encuentra el embalse de Cubillas de 14 hm³ de capacidad.

## Infraestructuras
Existen dos importantes puentes que cruzan este río: uno romano en Iznalloz, y otro visigodo a la altura de Pinos Puente.